# Clematis patens 'Carnaby'

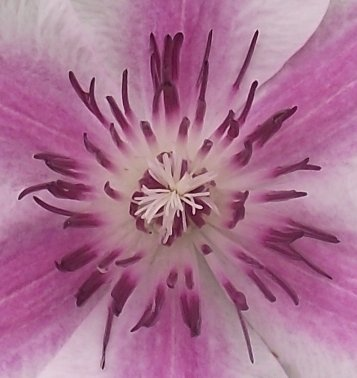
Étamines et stigmates de la clématite 'Carnaby'

Cultivar
La clématite 'Carnaby' est un cultivar de clématite obtenu en 1983 aux États-Unis reconnu et cultivé pour sa floraison rose et blanche très lumineuse au jardin. Elle a été introduite en Europe par les pépinières Treasures of Tenbury, en Angleterre.

## Description
Cette clématite fait partie du groupe 2, ce qui implique une floraison printanière sur le bois de l'année précédente et automnale sur la pousse  de l'année.

### Feuilles
Les feuilles caduques de cette clématite sont parfois simples, parfois alternes.

### Fleurs
La clématite patens 'Carnaby' dispose d'une très grande fleur, rose sur l'extérieur des sépales et blanche au cœur. La fleur mesure entre 12 et 20 cm. les fleurs apparaissent au travers de bourgeons axillaires.

#### Sépales
Les sépales de la clématite 'Carnaby' mesurent entre 5 et 7 cm de long pour une largeur de 3 à 5 cm. Ils sont elliptiques et lancéolés.

#### Étamines et stigmates
'Carnaby' possède des étamines blanches  et des stigmates blancs à la base puis rouges à l’extrémité.

#### Parfum
Cette clématite n'a pas de parfum.

## Protection
'Carnaby est une clématite sans protection, elle peut donc être multipliée et distribuée sans royalties.

## Obtention
Clématite 'carnaby' est une obtention  venant des  États-Unis.

## Culture

### Plantation
La clématite 'Carnaby' s'épanouit très bien en pot ou en pleine terre. Elle doit être plantée dans un mélange drainant, fertile et léger. Les racines préfèrent  un sol frais et ombragé.

### Croissance
À taille adulte cette clématite s'élance entre 2 et 2.5 mètres.

### Floraison
'Carnaby' fleurit deux fois par an sur le bois de l'année précédente au printemps; elle dispose d'une floraison entre mai et juin. À l'automne la floraison est entre août et septembre sur la pousse de l'année. Elle fait partie du groupe 2

### Utilisations
'Carnaby' est parfait pour les pergolas, treillis, tonnelles et clôtures. Elle peut aussi grimper sur des supports naturels tels que les feuillus, des conifères et des arbustes.

### Taille
La clématite 'Carnaby' a besoin d'une taille annuelle, souvent au mois de mars mais à toute période de repos végétatif. Elle demande une taille légère, c'est-à-dire une taille de 30 cm sur un tiers des banches.

### Résistance
Cette clématite résiste à des températures jusqu'à moins 20 degrés Celsius.

### Maladies et ravageurs
La clématite Carnaby est sensible à l'excès d'eau ce qui pourrait provoquer une pourriture du collet de la plante et ainsi la mort de la clématite. Elle peut également souffrir d'apoplexie due à un champignon appelé Ascochyta clematidina, provoquant un flétrissement brutal des feuilles. Pour combattre ce champignon la terre doit être remplacée sur 20 cm et l'excès d'eau doit être proscrit.
Les limaces peuvent également s'attaquer à cette clématite et notamment aux jeunes pousses du printemps.

## Récompenses
Clématite patens 'Carnaby' n'a pas obtenu de récompense à ce jour.